# Michel Bernanos
Pour les articles homonymes, voir Bernanos (homonymie).
Michel Bernanos, né le 20 janvier 1923 à Fressin (Pas-de-Calais) et mort le 27 juillet 1964 à Fontainebleau, est un écrivain français. Poète et auteur de romans fantastiques et policiers, il est très imprégné de culture brésilienne et amazonienne où il vécut son adolescence. Engagé dans les Forces navales françaises libres dès 1942, il est profondément marqué par ces années de guerre, qui irriguent l'intégralité de son œuvre en particulier La montagne morte de la vie.

## Biographie

### Enfance
Michel Bernanos a une enfance libre et mouvementée, vivant au rythme des déménagements successifs de ses parents. Né le 20 janvier 1923 à Fressin (Pas-de-Calais), il vit près de Hyères à La Bayorre de 1931 à 1934. La famille s'installe ensuite à Majorque (Espagne) en 1934 puis embarque à Marseille pour rejoindre le Paraguay (Amérique du Sud) et le Brésil, pays dans lequel ses parents tiennent successivement trois fazendas (Vassouras, Pirapora et enfin Barbacena dans l'État du Minas Gerais).
Le jeune Michel découvre la beauté des paysages du Brésil et la liberté des grands espaces. Spécialisé dans le dressage des poulains, il y mène une vie de cavalier auprès des gauchos, responsables du bétail familial. Il raconte qu'il lui arrive d'effectuer dans une journée de dix heures 150 kilomètres sur des bêtes que l'on ne monte que tous les trois jours pour ne pas les épuiser. La splendeur des paysages de l'État du Minas Gerais se retrouve notamment dans L'envers de l'éperon transposé dans un univers fantastique.

### Les Forces navales françaises libres
En septembre 1942, encore mineur, mais une fois l'accord de son père obtenu, Michel Bernanos répond à l'appel du Général de Gaulle et s'engage dans les Forces navales françaises libres. Il rejoint Londres via le Melbourne Star de la Blue Star Line le 30 janvier 1943. Ce navire de la marine marchande connait un destin tragique seulement 2 mois plus tard, coulé par une torpille ennemie dans l'océan Atlantique (4 survivants sur les 116 membres d'équipage).
Parvenu à Londres, il suit une formation accélérée aux casernes Surcouf et Bir-Hakeim. Il est affecté au chasseur de sous-marins 12 - Benodet en tant que matelot canonnier.
Les principales missions du chasseur de sous-marins sont la surveillance de la Manche et de la mer du Nord, la protection des convois de bateaux de la marine marchande chargés d'armement allié, et le secours aux bateaux en difficulté. Le bâtiment prend part au débarquement allié du 6 juin 1944 à proximité de Port-en-Bessin, ainsi qu'à la bataille navale de Normandie qui s'ensuit jusque mi-août 1944.
Michel Bernanos est ensuite désigné garde du corps de l'Amiral Muselier, parallèlement à son affectation à la Mission militaire des affaires allemandes dans le Paris d'après-guerre.

### L'écriture comme exutoire
En 1946, il retourne au Brésil, à Manaus (Amazonas), il y occupe un emploi de contrôleur dans une exploitation d'hévéas principalement destinée à l'extraction du caoutchouc. Il participe également à des expéditions dans la forêt amazonienne, se lie d'amitié avec des Amérindiens et découvre la beauté de leur culture. L'univers romanesque du Murmure des dieux en est grandement imprégné.
Il retourne en France en juillet 1948 pour rejoindre son père tombé gravement malade, travaille ensuite deux ans à Alger dans une société pétrolière, de 1948 à 1950, puis revient définitivement en métropole.
Les années suivantes le voient occuper divers emplois, dont celui de rédacteur au Dictionnaire des œuvres de Robert Laffont. Il se lance également dans l'écriture romanesque. Souhaitant se distinguer de son père, il utilise d'abord différents noms de plume, Michel Talbert puis Michel Drowin.
Son œuvre la plus connue est incontestablement La montagne morte de la vie, hommage aux soldats atteints du mal de guerre.
Jugé de santé fragile au retour de la guerre, Michel Bernanos rencontrait des difficultés à réintégrer une vie civile classique. À la lecture de ses œuvres, il apparaît clairement que l'écriture fut son principal exutoire. Beaucoup de soldats revenant de la Seconde Guerre mondiale rencontraient ainsi des difficultés identiques. Désignées pudiquement à l'époque par le terme de mal de guerre, elles sont appelées de nos jours syndrome de stress post traumatique. Les soldats de l'époque ne bénéficiaient bien souvent d'aucune prise en charge.
Michel Bernanos se donne la mort le 27 juillet 1964. Son corps est retrouvé dans la forêt de Fontainebleau. La plupart de ses œuvres sont publiées à titre posthume.
Les principales influences littéraires de Michel Bernanos sont tout d'abord les poètes : Charles Baudelaire, Paul Verlaine, Guillaume Apollinaire, Arthur Rimbaud, Stéphane Mallarmé, René Guy Cadou puis dans les romanciers citons notamment, H.P Lovecraft, Fiodor Dostoïevski, Georges Bernanos, Barbey d'Aurevilly, Victor Hugo, Émile Zola. Enfin, citons Pierre Bourdan, résistant 1939-45, pour son parcours dont Michel Bernanos était particulièrement admiratif et ses carnets de retour avec la Division Leclerc.

## Résumés d'œuvres littéraires

### Le murmure des dieux(1960)
Récit qui se déroule en Amazonie, à proximité de Manaus. Ordre est donné de scier l'Arbre Dieu de la forêt. Une fois fait, les bûcherons comprennent qu'ils ont commis l'irréparable, la nature le leur fait bien sentir. Dès lors, personne ne voulut plus couper un seul arbre de cette forêt. C'est dans ce contexte que Eudes, jeune ingénieur, arrive au Brésil, employé pour le compte de la société de bois précieux à l'origine des faits, pour rétablir la situation et rassurer les communautés locales. Au fil de l'histoire, ce personnage est embarqué avec d'autres protagonistes à la recherche d'un trésor caché au cœur du pays de l'Arbre Dieu. L'auteur emmène ainsi le lecteur dans une expédition en pleine forêt amazonienne, le tout agrémenté d'aventures mortelles et d'une histoire d'amour impossible. A travers ce roman, l'auteur dénonce très clairement les conséquences de la déforestation sur la forêt amazonienne et met en avant la beauté des civilisations ancestrales indiennes.

### L'envers de l'éperon(1961)
Une course poursuite effrénée entre deux frères dans l'état du Minas Gerais, dont l'un est chargé de tuer le second pour le compte d'un grand propriétaire terrien. Les personnages évoluent dans un univers mêlant fantastique et réalité, se retrouvant in fine dans une ville abandonnée des hommes, la nature ayant repris totalement ses droits. Dans ce roman, l'auteur met en avant le sens de l'honneur à l'épreuve de la parole donnée. Hubert Sarazin, préfacier du Cycle de La Montagne Morte de la Vie publié aux éditions du Fleuve Noir, fait à juste titre un parallèle entre le sens de l'honneur du soldat sur les terrains en guerre et le respect de la parole donnée. La mission donnée au soldat est-elle toujours en adéquation avec ses valeurs ?

### La grande Bauche(1962)
Une vieille tante aigrie convertit son patrimoine en pièces d'or et les cache dans son grand manoir lugubre perdu au milieu de nulle part. Son testament spécifie que seul l'héritier qui trouve le trésor pourra en disposer. S'ensuivent des meurtres non élucidés et une maison qui se transforme en de véritables sous-sols dignes d'un Indiana Jones[pas clair] : des flèches sortent des tableaux, des couteaux du plafond, on entend des pas dans les murs comme si une personne pouvait les traverser.

### La neige qui tue(1963)
Un commissaire de police assiste au décès de sa sœur, victime d'une overdose de cocaïne. Il décide de poursuivre le chef du cartel de drogue en cause, mais se voit ainsi mêlé à des affaires qu'il n'avait pas anticipées. Un homme se fait passer pour lui auprès des services de police, en profitant pour causer des meurtres en tous genres. L'auteur dénonce par là les trafics de drogue qui s'étendent à l'international, en partance des quartiers brésiliens dans les années 1960. La neige qui tue fut sélectionnée pour le prix du Quai des Orfèvres de 1964.

### La montagne morte de la vie(1963)
La montagne morte de la vie est un court roman écrit en 1963 à Gentilly. Il se divise en deux parties : la première partie ressemble dans ses débuts à un roman maritime. Un garçon de 18 ans embarque sur un navire, où il est d'abord tyrannisé par les autres membres de l'équipage, puis pris sous l'aile du cuisinier, Toine. Le bateau se trouve ensuite bloqué au niveau de l'équateur pendant des semaines, et s'ensuivent des scènes effroyables. Le galion finit par sombrer dans une tempête, laissant le protagoniste et son ami Toine seuls à la dérive dans la mer.
Commence alors la seconde partie, plus fantastique. Les deux personnages principaux s'échouent sur une île mystérieuse, où la couleur prédominante semble être le rouge. Il s'agira alors d'atteindre, malgré toutes les embûches parsemées dans ces lieux inconnus qui respirent la mort, l'autre côté de la montagne qui s'étend au loin, seul espoir éventuel de survie pour un humain.

## Liste des œuvres de Michel Bernanos
Principales œuvres de Michel Bernanos publiées sous ses noms de plume Talbert et Drowin, puis sous le nom Bernanos à titre posthume:

### Romans fantastiques
- Le murmure des dieux : dernière publication de l'Arbre Vengeur, Préface de Sébastien Lapaque, 2021, 263 p.
- L'envers de l'éperon : dernière publication de l'Arbre Vengeur, Préface de Jean-François Merle, 2018, 221 p.
- La montagne morte de la vie : dernière publication de l'Arbre Vengeur, Préface de Juan Asensio, 2017, 219 p.
  - Traduction en anglais : The other side of the Mountain, traduit par Elaine P. Halperin (England and United-States), Cherokee Publ. 2007, 107 p.
  - Traduction en anglais : The other side of the Mountain, traduit par Gio Clairval (England and United-States), Tor Books, Ann and Jeff VanderMeer, Mai 2012, in The Weird, a compendium of strange and dark stories, 1152 p.
  - Traduction en espagnol : Al otro lado de la Montana, traduit par Ediciones Valdemar (Espana), in Estado de Alarma: antologia de relatos para un confiniamento, Coll. El club diogenes, 2021, 800 p.
  - Traduction en allemand : Terra Infernalis, traduit par Eric Hauser (Deutschland), Waldgut Verlag, 2009, 144 p.
  - Traduction en italien : La Montana morta della Vita, traduit par Diana Artom (Italia), Valentino Bompiani, 1970, 45 p.
  - Traduction en portugais : A Montanha morta da Vida, traduit par Maria do Carmo Santos (Portugese), Publicacoes Europa-America, 1977, 107 p.
  - Traduction en bengalais : বাংলাদেশ শিশু একাডেমি, traduit par Abdar Rachid (Bengladesh), Académie de Sishu du Bengladesh, 60 p.

### Romans policiers
Tous sous la dernière publication de Fleuve Noir, in "On lui a fait mal - Romans policiers", Préface de Hubert Sarazin, 1993, 713 p :
- La Grande Bauche [pseudo. : Michel Talbert]
- Les Nuits de Rochemaure [pseudo. : Michel Talbert]
- Le Mort veille [pseudo. : Michel Talbert]
- La neige qui tue
- On lui a fait mal

### Contes et nouvelles
Sous la dernière publication de Fleuve Noir, in On lui a fait mal - Romans policiers, Préface de Hubert Sarazin, 1993, 713 p:
1. La parole donnée [pseudo. : Michel Talbert]
2. La forêt complice [pseudo. : Michel Drowin]
3. Le cri des oiseaux
4. La prière à l'étoile
5. La tempête
6. Le passage

- Ils ont déchiré son image : dernière publication sous "La montagne morte de la vie, suivie de Ils ont déchiré son Image", l'Arbre Vengeur, Préface de Juan Asensio, Postface de Dominique de Roux, 2017, 219 p.
- Un conte de Noel: Le petit bonhomme en rouge: dernière publication in Les Cahiers Bleus, n°46, Librairie Bleue, 1989, p.20

### Poésies
- Michel Bernanos, un pélerin de l'absolu, recueil de poèmes, présentation de Pierrette Sartin, Agessac, Editions Associatives Clapas, circa 1997, 7p., Coll. "France Lippée", n°105 (11ème série)
- Dossier « Michel Bernanos », recueil de poèmes, in Les Cahiers Bleus n°46 : Librairie Bleue, Hiver 1988-1989 (1er trim. 1989)
- Au devant de vous, recueil de poèmes, Librairie Bleue, 1984, 83 p., Textes établis par Sylvianne Bernanos, Préface de William Bush
- Drôle de monde que le monde de mon père", recueil de poèmes, Librairie Bleue, 1987, 96 p., Textes établis par Sylvianne Bernanos, Préface de Dominique Daguet

### Articles
- « Pierre Bourdan, Leclerc, mon père• », in Album Pierre Bourdan - 50e anniversaire de la Libération. Album réalisé par Hélène Vercors-Bourdan et Jacqueline Maltret
- « Pas d'hommage pour Cadou, du respect », in Les Cahiers Bleus, n°46, « Michel Bernanos », 1989, p.1

## Biographies publiées sur l'auteur
- Salsa Bertin, Michel Bernanos, l’insurgé, Éditions de Paris, 2005
- Sylvianne Bernanos, Hommes et destins, Académie des sciences d'Outre-Mer, 10 avril 1984, p. 53 à 55 - 573 p.